# سن-بوا
سن-بوا (به فرانسوی: Saint-Bois) یک کمون در فرانسه است که در Canton of Belley واقع شده‌است.

## خصوصیات
سن-بوا ۹٫۲۲ کیلومترمربع مساحت و ۱۲۰ نفر جمعیت دارد و ۳۲۰ متر بالاتر از سطح دریا واقع شده‌است.